# Echoput van Apeldoorn

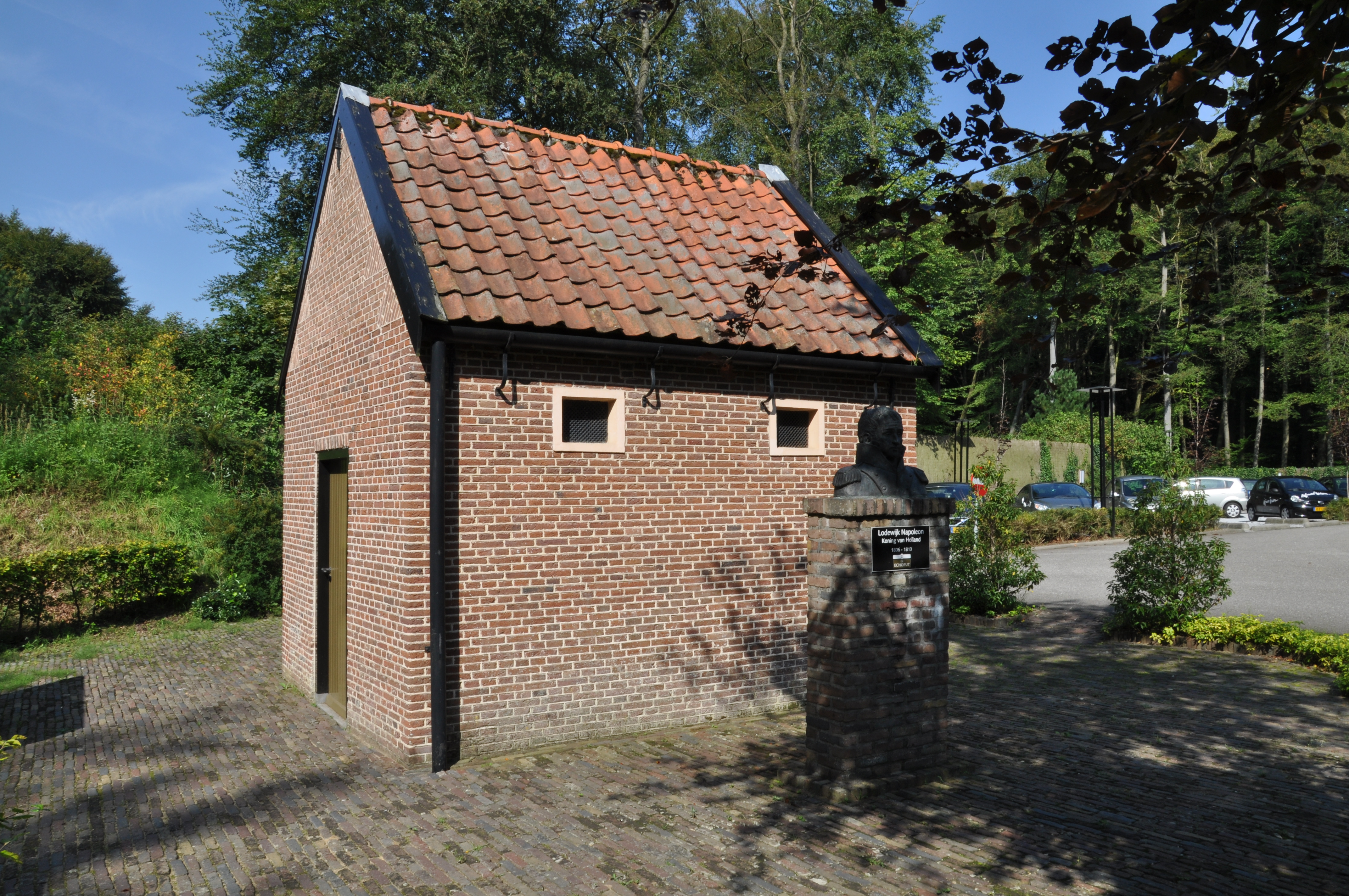
Het puthuisje uit 1910 in 2011, met op de voorgrond een buste van Lodewijk Napoleon

De echoput van Apeldoorn is een waterput bij Hoog-Soeren in de Nederlandse gemeente Apeldoorn.
De 56 meter diepe put werd op last van koning Lodewijk Napoleon tussen 1809 en 1811 gegraven, waarschijnlijk door krijgsgevangenen. De reden om de put te graven was behoefte aan drinkwater voor paarden van over de Apeldoornse weg trekkende napoleontische legers. Rond 1910 is er een puthuis omheen gebouwd. Tot 1936 bevond zich er een oud tolhuis van Rijkswaterstaat. Na afbraak hiervan ging het beheer over naar het Kroondomein en werd sinds 1 mei 1936 put en een bijbehorend paviljoen als de "Uitspanning de Echoput" verhuurd.  De uitbater was verantwoordelijk voor het schoonhouden van de omgeving. Door de grote diepte functioneert de put als echoput en was het in de jaren 50 en 60 van de twintigste eeuw vaak een einddoel van schoolreisjes.
De put is een rijksmonument en het puthuis een gemeentelijk monument. Beide zijn in 1996 gerestaureerd.
Het gebouw is in 1977 gesloten voor publiek, en wordt alleen nog opengesteld bij bijzondere gelegenheden, waaronder Open Monumentendagen. In juni 2011 werd het 200-jarig bestaan van de echoput uitgebreid gevierd, waarbij ter afsluiting het monument ook opengesteld werd voor publiek onder begeleiding van de 'putgids' uit de jaren 1950 en 1960, Frank de Jongh.